# Jean-Alexis Jaubert
Pour les articles homonymes, voir Jaubert.
Jean-Alexis Jaubert, né le 1er décembre 1879 à Larche (Corrèze) et mort le 9 octobre 1961 dans la même commune, est un homme politique français.

## Biographie
Ingénieur agronome de profession et exploitant agricole, Jean-Alexis Jaubert adhère au Parti radical et devient maire de sa commune en 1912 et le reste jusqu'en 1961, puis conseiller général de la Corrèze, Canton de Larche en 1913. En 1924/1925, il est chef de cabinet d'Henri Queuille, alors ministre de l'Agriculture, élu radical de Corrèze lui aussi.
Jaubert est élu député en 1928, puis réélu en 1932 et 1936. Il appartient à la commission de l'Agriculture, à celle de l'Administration générale, locale et communale, ainsi qu'à celle des Mines. Il déploie une grande activité à la Chambre des députés, par ses nombreuses interventions et ses dépôts d'amendements. Il s'attache principalement à défendre l'agriculture, en étendant la législation sociale et l'électrification, mais aussi les travailleurs citadins, en demandant que soient développées les Habitations à bon marché (HBM) et que l'assurance chômage devienne plus généreuse. Pendant la législature 1936/1940, le député Jaubert appartient à la commission spéciale chargée d'examiner les projets de lois sociaux et à la commission des Finances. Il est rapporteur du projet de loi de Finances (chapitre Agriculture) en 1937 et 1938.
Jean-Alexis Jaubert est sous-secrétaire d'État à trois reprises, mais pendant peu de temps à chaque fois. Il participe ainsi au gouvernement Joseph Paul-Boncour comme sous-secrétaire d'État à l'Agriculture. Le cabinet, formé en décembre 1932, est renversé en janvier 1933. Jaubert est ensuite sous-secrétaire d'État aux Finances dans le gouvernement Édouard Daladier (2), formé le 4 février 1934, et qui démissionne le 9, à la suite des émeutes. Il est enfin sous-secrétaire d'État aux Travaux publics du 18 janvier au 13 mars 1938 dans le gouvernement Camille Chautemps (4).
De 1952 à 1959, il est Sénateur Radical de la Corrèze, Membre du Groupe Gauche Démocratique.
Il est membre du Conseil Supérieur de l'électricité et du gaz, de la Commission Consultatives du Fonds National pour le Développement des Adductions d'eau dans les Communes rurales.
Jean-Alexis Jaubert vote contre les pleins pouvoirs à Philippe Pétain le 10 juillet 1940. Il est révoqué de son mandat de maire de Larche en 1941, et se démet de Suppléant de Juge de Paix.

## Sources
- Ressources relatives à la vie publique :   - Sénat
  - Base Sycomore
- « Jean-Alexis Jaubert », dans le Dictionnaire des parlementaires français (1889-1940), sous la direction de Jean Jolly, PUF, 1960 [détail de l’édition]
- Edouard Barthe,"Le combat d'un parlementaire sous Vichy", Ed. Singulières, 2007,  (ISBN 978-2-35478-005-0).